# Anacathartis eripias
Anacathartis eripias är en fjärilsart som beskrevs av Edward Meyrick 1914. Anacathartis eripias ingår i släktet Anacathartis och familjen plattmalar. Inga underarter finns listade i Catalogue of Life.